# Synagoga w Barcinie
Synagoga w Barcinie – dawna synagoga w Barcinie, wybudowana w latach 1837–1839. W czasie okupacji hitlerowskiej została zdewastowana. W okresie powojennym została przebudowana dla potrzeb Przedszkola Miejskiego. 18 grudnia 2008 odbyła się uroczystość odsłonięcia tablicy upamiętniającą dawną bożnicę. Uroczystość zorganizowała Fundacja Ochrony Dziedzictwa Żydowskiego. Budynek mieści się przy ulicy 4 Stycznia 9.